# Altenberg de Bergheim
Der Altenberg de Bergheim ist eine Weinlage im Elsass. Seit dem 23. November 1983 ist der Altenberg de Bergheim Teil der Alsace Grand Cru Appellation und gehört damit zu den 51 potentiell besten Lagen des Elsass. Insgesamt wurden 35,06 Hektar Rebfläche zugelassen.
Die Lage befindet sich auf dem Gebiet der Gemeinde Bergheim, nur wenige Kilometer südlich von Sélestat entfernt. Das Gebiet befindet sich in einer Hügelzone, die den Vogesen vorgelagert ist. Der Altenberg de Bergheim liegt in südlicher Exposition auf einer Höhe von 220 bis 320 m ü. NN in westlicher Verlängerung eines anderen Grand Crus, dem Kanzlerberg. Durch die steile Hanglage unterhalb des Grasbergs wird die Gefahr von Frostschäden nach dem Austrieb der Reben im Frühjahr minimiert, weil in den Nächten entstehende Kaltluft nicht über den Weinbergen liegen bleibt, sondern zur Ebene hin abgleiten kann. Die Vogesen im Westen bewahren das in seinem Lee gelegene Weinbaugebiet bei Südwest- oder Westwetterlagen vor zu viel Niederschlag. Daraus resultiert eine für die nördliche Lage überdurchschnittlich lange Sonnenscheindauer. Der Weinberg liegt innerhalb des nördlichen Teils des Verwerfungsgraben von Ribeauvillé, wo fossilreiche Kalksteine und Mergel unterschiedlicher Zusammensetzung aus dem Dogger (insbesondere aus dem Erdzeitalter des Aalenium) und des Lias nebeneinander liegen. Überlagert werden diese Gesteinssockel teilweise von Kalkgeröll des Erdzeitalters des Tertiärs. Um von dieser Bodenvielfalt zu profitieren, werden die Rebstöcke sehr eng aneinandergesetzt (man spricht dabei von Pflanzdichten von 10.000 Rebstöcken je Hektar). Dies zwingt die Rebe, tief zu wurzeln.

## Rebsorten
Die Lage und die Bodenqualität begünstigen den Anbau von Riesling (ca. 7 Hektar bestockte Rebfläche),  Gewürztraminer (ca. 12 Hektar bestockte Rebfläche) und Pinot Gris (ca. 3 Hektar bestockte Rebfläche). Es stehen somit nur ca. 22 Hektar von den insgesamt 35,06 Hektar unter Ertrag. Prinzipiell dürfen auch die Rebsorten Muscat d’Alsace (also Muskat-Ottonel oder Muscat blanc à petits grains) angepflanzt werden.
Seit dem 12. Januar 2007 ist der Altenberg de Bergheim neben dem Kaefferkopf die einzige Alsace-Grand-Cru-Lage, in der neben sortenreinen Weinen auch Verschnitte angeboten werden dürfen.
Dieser Verschnitt setzt sich wie folgt zusammen:
- Die Hauptsorte ist der Riesling, dessen Anteil bei 50 bis max. 70 Prozent liegen muss.
- Zweite Hauptsorte ist der Grauburgunder, dessen Anteil bei 10 bis 25 Prozent liegt.
- Dritte Hauptsorte ist der Gewürztraminer, dessen Anteil bei ebenfalls 10 bis 25 Prozent liegt.
- Wahlweise dürfen den drei Hauptsorten zu max. 10 Prozent die Rebsorten Weißburgunder (Pinot blanc), Spätburgunder (Pinot noir), die diversen Muskatellersorten und/oder der Gutedel zugefügt werden. Die Cuvée kann also im Extremfall aus nur den drei Hauptsorten bestehen oder aber aus 9 Sorten verschnitten werden. Die Nebensorten dürfen jedoch nur von bereits bestehenden Anpflanzungen geerntet werden. Neuanpflanzungen dieser Sorten sind nicht erlaubt.

## Geschichte
Schon seit dem 12. Jahrhundert ist der Altenberg de Bergheim für seine großen Weine bekannt und berühmt. Zahlreiche Erwähnungen in den diversen Archiven unterstreichen seine außergewöhnliche Klasse als Weinberg.
Seit 1995 haben sich die Weinbauern einer Qualitätscharta verschrieben, die den Höchstertrag von zugelassenen 70 Hektolitern je Hektar auf 50 hl/ha beschränkt. Dies kommt der Qualität der Weine im Allgemeinen zugute. Die Lage soll bei der gedachten Erweiterung der Bestimmungen zukünftig auch für Cuvées gelten.